# Virtuelles Leck
Virtuelle Lecks sind scheinbare Lecks in Vakuumsystemen.
Sie verhalten sich ähnlich wie reale Lecks, sind aber mit den Methoden der Lecksuche und Dichtigkeitsprüfung nicht zu orten. Deshalb ist die Suche nach virtuellen Lecks sehr aufwendig.
Virtuelle Lecks entstehen durch Ausgasung (z. B. Gasabgabe von den Innenwänden eines Rezipienten), Desorption, eingeschlossene Hohlräume (z. B. in einem Gussteil) und unerwünschte Rückstände von der Fertigung oder Reinigung.
Die meist verbreitete Ursache für virtuelle Lecks liegt in der konstruktiven Auslegung von Schraubverbindungen innerhalb der Vakuumanlage und der eingesetzten Komponenten. Sackgewinde bzw. Gewindeausläufe, welche konstruktiv nicht zu vermeiden sind, sollten mittels vakuumoptimierender Schrauben (Verbindungselemente mit einem Entlüftungskanal) ausgestattet werden. Um eingeschlossene Gase unterhalb des Schraubenkopfes abzupumpen, kommen Zusatzelemente wie entlüftete Unterlegscheiben zum Einsatz.
Da scheinbare Lecks von außen nicht detektierbar sind, muss schon bei der Konstruktion, Planung, Fertigung und Montage alles getan werden, um sie zu verhindern. Dazu gehören beispielsweise die Verwendung geeigneter Werkstoffe und ihre Entgasung vor der Montage, besondere Reinheitsbedingungen bei der Produktion und bei der Montage sowie konstruktive Vorkehrungen (z. B. Prüfbarkeit).